# 파도바역
파도바역(이탈리아어: Stazione di Padova) 또는 파도바 첸트랄레역(이탈리아어: Padova Centrale)은 이탈리아 북동부 베네토주 파도바시 북부의 스타치오네 광장 (Piazzale Stazione)에 위치한 중앙역이다.
1842년에 개업하였으며 밀라노-베네치아선의 중간역으로서 파도바-볼로냐선, 파도바-바사노델그라파선, 파도바-캄포삼피에로선으로 이루어진 직행지선의 환승역이다. 또한 파도바 공항까지 이어지는 단거리 철도노선의 종착역이기도 하다.
오늘날 레테 페로비아리아 이탈리아나 (RFI)가 운영하고 있으나, 여객터미널의 상업구역은 첸토스타치오니에서 관리를 맡고 있다. 이들 두 회사 모두 이탈리아 국영 철도회사인 페로비에 델로 스타토 (FS)의 자회사이다. 열차 운행은 트렌이탈리아, NTV, 텔로에서 맡고 있다.

## 시설

### 여객터미널
역내 여객터미널은 여객시설과 상업시설을 모두 갖추고 있으며, 매표소와 매표기, 고객 지원 사무소, 클럽 유로스타(Club Eurostar), 수하물 보관소(열차 승차권 / SITA, FTV, CTM 버스 승차권 판매소로도 사용), 철도경찰 사무실, 신문 가판대 2곳, 바 2곳, 편의점, 여행사무소 2곳, 은행, 우체국, 렌터카 사무소 3곳, 기타 기업 및 여행사 사무소가 들어서 있다.

### 역 구조
현재 파도바역의 구조는 다음과 같다.
- 여객구역 - 총 11개 선로가 놓여 있으며 그 가운데 9개 선로 (1~3번, 5~10번 선로)는 승강장이 설치되어 있다. 나머지 2개 선로 (4번, 11번 선로)는 선로변경과 차량기지 이동에 사용된다.
- 보조구역 - 베네치아 방면 남쪽에 위치한 규역으로 파도바역을 시종착역으로 삼는 열차의 차량기지 이동에 사용된다.
- 차량기지 - 밀라노-볼로냐 방면 선로 인근에 위치해 있다.
- 세척구역 - 밀라노 방면 북쪽에 위치한 열차 세척용 시설로 차량기지 이동에도 사용된다.

각각의 구역은 파도바 캄포 마르테역 (Padova Campo Marte)의 각 노선과 연결되어, 볼로냐발 화물열차가 방향을 바꾸지 않고도 캄포삼피에로나 밀라노 방면으로 계속 운행할 수 있도록 하고 있다.

## 열차 운행
이탈리아의 주요 철도 노선인 밀라노-베네치아선의 중간역으로서 연간 약 1,850만 명의 승객이 이용하고 있다.
파도바역에 정차하는 여객열차는 매일 약 450대에 달하며, AV, ES*, CIS, EC, EN, 유로스타, IC, ICN, R 등 다양한 등급의 열차가 정차한다. 파도바역과 직결되는 주요 행선지로는 베네치아, 제노바, 토리노, 코모, 밀라노, 레코, 볼차노/보첸, 트렌토, 바사노델그라파, 볼로냐, 벨루노, 칼랄초디카도레, 우디네, 트리에스테, 만토바, 피렌체, 페스카라, 바리, 레체, 로마, 나폴리, 메시나, 팔레르모, 시라쿠사 등이 있다.
바사노-트렌토 구간 운행노선은 트렌티노 트라스포르티 (Trentino Trasporti, 트렌티노 교통국)에서 미누에토 (Minuetto)급 열차를 투입해 운행하는 경우도 있으나, 항상 트레니탈리아 소속 열차의 대체 편성으로 운영된다.
파도바발 국외 노선의 행선지는 제네바, 로잔, 취리히, 인스부르크, 뮌헨, 빈이 있다. 국외노선에 투입되는 열차는 트레니탈리아나 외국 철도기업 소속 차량으로 구성된다.
여객 열차 외에도 트레니탈리아와 페로비에 에밀리아로마냐, FFS 카르고, 리네아, 노르드카르고, 시스테미 테리토리알리 등 이탈리아의 운수업체에서 운영하는 화물열차가 운행되고 있다. 원래 파도바역에는 화물 전용시설도 두고 있었으나 1990년대 이후로 철거되고 파도바 공항역으로 이전되었기 때문에, 파도바역에서 선적과 하역이 이뤄지지는 않고 있다.
다음은 파도바역의 주요 운행 노선이다.
- 고속 철도 (Frecciargento): 나폴리 - 로마 - 피렌체 - 볼로냐 - 파도바 - 베니스
- 고속 철도 (Frecciabianca): 토리노 - 밀라노 - 베로나 - 파도바 - 베네치아 - 트리에스테
- 고속 철도 (Frecciabianca): 밀라노 - 베로나 - 파도바 - 베네치아 - 트레비소 - 우디네
- 고속 철도 (Frecciabianca): 레체 - 바리 - 안코나 - 리미니 - 파도바 - 베니스
- 고속 철도 (Italo): 살레르노 - 나폴리 - 로마 - 피렌체 - 볼로냐 - 파도바 - 베니스
- 시외 철도 (EuroCity): 뮌헨 - 인스브루크 - 베로나 - 파도바 - 베니스
- 시외 철도 (EuroCity): 제네바 - 로잔 - 브리그 - 밀라노 - 베로나 - 파도바 - 베니스
- 시외 철도  (Intercity): 로마 - 피렌체 - 볼로냐 - 파도바 - 베네치아 - 트리에스테
- 야간 열차 (인터시티 노테): 로마 - 볼로냐 - 파도바 - 베네치아 - 트리에스테
- 특급 철도 (Regionale Veloce): 볼로냐 - 페라라 - 로비고 - 파도바 - 베니스
- 특급 철도 (Regionale Veloce): 베로나 - 비첸차 - 파도바 - 베니스
- 특급 철도(Regionale Veloce) 베로나 - 파도바 - 베네치아 - 라티사나
- 지역 철도 (Treno Regionale): 베로나 - 비첸차 - 파도바 - 베니스
- 지역 철도 (Treno Regionale): 볼로냐 - 페라라 - 로비고 - 몬셀리체 - 파도바
- 지역 철도 (Treno Regionale): 바사노델그라파 - 치타델라 - 파도바
- 지역 철도 (Treno Regionale): 파도바 - 카스텔프랑코베네토 - 트레비소
- 지역 철도 (Treno Regionale): 파도바 - 카스텔프랑코베네토 - 몬테벨루나
- 지역 철도 (Treno Regionale): (비첸차 -) 파도바 - 카스텔프랑코베네토 - 몬테벨루나 - 벨루노 (- 폰테넬레알피 - 칼랄초-피에베디카도레)

| 이전역                                               |  | 트레니탈리아                   |  | 다음역                                                 |
| ---------------------------------------------------- |  | ------------------------------ |  | ------------------------------------------------------ |
| 볼로냐 첸트랄레로마 테르미니 방면                    |  | 프레차르젠토                   |  | 베네치아 메스트레베네치아 산타 루치아 방면             |
| 로비고살레르노 방면                                  |  | 프레차르젠토                   |  | 베네치아 메스트레베네치아 산타 루치아 방면             |
| 비첸차토리노 포르타 누오바 방면                      |  | 프레차비앙카                   |  | 베네치아 메스트레트리에스테 첸트랄레 방면              |
| 비첸차토리노 포르타 누오바 방면                      |  | 프레차비앙카                   |  | 베네치아 메스트레베네치아 산타 루치아 방면             |
| 로비고레체 방면                                      |  | 프레차비앙카                   |  | 베네치아 메스트레베네치아 산타 루치아 방면             |
| 베로나 포르타 누오바뮌헨 방면                        |  | 유로시티                       |  | 베네치아 메스트레베네치아 산타 루치아 방면             |
| 비첸차제네바 코르나뱅 방면                           |  | 유로시티                       |  | 베네치아 메스트레베네치아 산타 루치아 방면             |
| 몬셀리체로마 테르미니 방면                           |  | 인터시티                       |  | 베네치아 메스트레트리에스테 첸트랄레 방면              |
| 테르메에우가네-아바노-몬테그로토로마 테르미니 방면   |  | 인터시티 노테                  |  | 베네치아 메스트레트리에스테 첸트랄레 방면              |
| 테르메에우가네-아바노-몬테그로토볼로냐 첸트랄레 방면 |  | 트레노 레조날레                |  | 베네치아 메스트레베네치아 산타 루치아 방면             |
| 비첸차베로나 포르타 누오바 방면                      |  | 트레노 레조날레                |  | 베네치아 메스트레베네치아 산타 루치아 방면             |
| 비첸차베로나 포르타 누오바 방면                      |  | 트레노 레조날레                |  | 베네치아 메스트레라티사나-리냐노-비비오네 방면         |
| 메스트리노베로나 포르타 누오바 방면                  |  | 트레노 레조날레                |  | 부사 디 비곤차베네치아 산타 루치아 방면                |
| 아바노테르메볼로냐 첸트랄레 방면                     |  | 트레노 레조날레                |  | 종점                                                   |
| 비고다르체레바사노델그라파 방면                      |  | 트레노 레조날레                |  | 종점                                                   |
| 종점                                                 |  | 트레노 레조날레                |  | 비고다르체레트레비소 첸트랄레 방면                     |
| 비첸차종점                                           |  | 트레노 레조날레                |  | 카스텔프랑코 베네토칼랄초-피에베디카도레-코르티나 방면 |
| 종점                                                 |  | 트레노 레조날레                |  | 비고다르체레몬테벨루나 방면                            |
| 이전역                                               |  | 누오보 트라스포르토 비아자토리 |  | 다음역                                                 |
| 볼로냐 첸트랄레살레르노 방면                         |  | 이탈로                         |  | 베네치아 메스트레베네치아 산타 루치아 방면             |

## 대중교통 환승
여객 터미널 앞 광장에는 파도바 시내버스 노선과 트램 노선이 정차하는 정거장이 조성되어 있으며 APS에서 관리를 맡고 있다. APS, SITA, CTM, FTV 등 전국 버스회사에서 운영하는 지역간 버스노선도 이곳에 정차한다.
2010년 6월 파도바역과 가까운 키에사 델라 파체 (Chiesa della Pace) 인근에 종합 버스터미널이 완공되었다. 이곳의 버스정류장 규모는 총 14차선에 달하며, APS, SITA, CTM, FTV, ACTV 등 수많은 버스회사의 교외 노선이 정차하고 있다.

## 같이 보기
- 베네토주의 철도역 목록
- 이탈리아의 철도
- 이탈리아의 철도역

### 관련 문헌
- Cornolò, Giovanni (2005). 《La Società Veneta Ferrovie》 (이탈리아어). Ponte San Nicolò (PD): Duegi Editrice. ISBN 88-900979-6-5.
- Santinello, Mario (1979). 《La Ferrovia Padova - Piazzola - Carmignano》 (이탈리아어). Cortona (AR): Calosci.